# Велика Тур'я
Вели́ка Тур'я́ — село в Україні, у Долинській громаді Калуського району Івано-Франківської області.

## Розташування
Велика Тур'я — одне з найбільших сіл Долинщини. Розташоване на відстані 27 кілометрів від м. Долини, розкинулось на 7 кілометрів вздовж річки Тур'янка.

## Назва
За переказами, колись тут водилися тури, від чого пішла й назва села. Інша версія — село успадкувало назву від річки Тур'янки, яка витікає з гірської місцевості Мала Тур'я.

## Географія
У селі потік Дрижин впадає у Тур'янку.

## Населення

### Мова
Розподіл населення за рідною мовою за даними перепису 2001 року:
| Мова            | Кількість | Відсоток |
| --------------- | --------- | -------- |
| українська      | 2433      | 99.27%   |
| російська       | 14        | 0.57%    |
| румунська       | 3         | 0.12%    |
| інші/не вказали | 1         | 0.04%    |
| Усього          | 2451      | 100%     |

## Історія села
Перша згадка в письмових джерелах припадає на 24 квітня 1498 року. Але знайдений кам'яний молот бронзової доби свідчить, що люди тут почали селитися набагато давніше.
Село утворилося через об'єднання хуторів Баня, Данилівка, Кам'янка, Селище, Прийма, Балани. За переказами, з Болохова на Тур'ю була «княжа дорога» — найближчий шлях у гори з Галича. Нею нібито на полювання їздили князі. У приліску Баня колись була криниця глибиною 30 м, з якої селяни черпали ропу (рідку сіль). Соляну копальню з вишкою називали «баня», від чого й пішла назва хутора. На Бані був також глиняний кар'єр (глиною мастили хати та печі).
У 1648 році жителі села брали активну участь у народному повстанні, за що їх чекала кривава розправа після відходу військ Б.Хмельницького.
У кінці XVIII — першій половині XIX століть власником села був Іван Городянський, потім — пани Белінські.
У 1939 році в селі мешкало 3050 осіб (2715 українців, 35 поляків, 30 латинників, 270 євреїв), у присілку Широке Поле — 310 осіб (20 українців, 10 поляків, 10 євреїв і 270 німців).
8 квітня 1944 року окружною боївкою разом з відділом «Гайдамаки» здійснено акцію проти польської колонії Широке Поле, в ході якої ліквідовано 100 осіб і спалено 26 господарств. Причиною акції було гніздування польської «пляцувки» ПОНВ, комендантом якої був місцевий солтис Казимир Гавренко. «Пляцувка» вчинила опір стрілецькою зброєю і гранатами.
Через те, що в селі церква старенька, громада тричі розпочинала будівництво нової церкви, але різні заборони влади заважали цьому. Лише у 1995 році великий храм Божий звівся вгору.
Перша згадка про однокласну школу є в документах за 1873 рік. Навчав дітей Юрко Наконечний. 12 травня 1898 року Крайова шкільна рада видала розпорядження про утворення двокласної школи. У 1932 році в селі була чотирикласна двомовна школа, де навчалося 293 дітей. В 1986 році збудовано нову триповерхову школу на 624 місця.
У повоєнний час у селі відкрито фельдшерсько-акушерський пункт, у 1952 році — дільничну лікарню. В 1972 році збудовано нове приміщення для лікарні на 25 ліжок, у якому нині діє амбулаторія загальної практики — сімейної медицини.
1988 року зведено Будинок культури з бібліотекою.

## Пам'ятки природи
- «Рихів Потік» — заповідне урочище.
- «Галятин».

## Пам'ятки, визначні місця

### Церква Святої Параскеви
Перша згадка про сільську церкву походить з податкового реєстру 1578 року, але на початку XVII століття вона згоріла під час одного з татарських набігів. Наступна письмова згадка про сільську церкву святої Параскеви датована 1680 роком.
Наступна церква зведена 1761 року місцевим колятором Станіславом Броневським. 
Теперішня дерев'яна церква збудована у 1879 році посеред поля за 300 метрів від найближчої забудови, поблизу сільського цвинтаря. Вона тризрубна, видовжена в плані безверха, половина стін якої пофарбована у блакитний колір. Орієнтована вівтарем на північний схід. Вікна маленькі, а одне з них розмістили навіть у стіні під опасанням бабинця.
У 1891 році церкву відновили, по осі прибудували рівноширокий засклений ґанок, а до вівтаря з обидвох сторін добудовано немалі ризниці, з вікна однієї з них виходить димова труба. На стінах церкви ще збереглися причеплені вуличні ліхтарі. На південний захід від церкви розташована приземиста широка дерев'яна двоярусна дзвіниця, вкрита чотирибічним наметом.
Під час проведення капітального ремонту церкви на причілку ґанку церкви була виявлена дата «1642» (на сьогодні залишилися цифри шість та чотири) — саме цю дату, за свідченнями отця-декана Жовніровича, виявлено на підвалині.
До 1939 року була матірною (парафіяльною). В радянський час у церкві проводилися відправи. Церква святої Параскеви внесена до реєстру пам'яток архітектури місцевого значення.

### Церква Покрови Пресвятої Богородиці
Упродовж XX століття село тричі починало будувати церкву. Двічі будівництво припинялося через обставини, незалежні від села…
У 1920-х роках минулого століття в Голятині (де поворот гостинця) справа на бережку була збудована піч для випалювання цегли на церкву (на той час було випалено 100 тисяч штук). Але польська влада заборонила подальше виготовлення. Віднайшли, а може і підкупили трьох чоловіків із села, які поставили хрестики, бо й розписатися не вміли через неграмотність, під зверненням про те, що цегельня забруднює повітря в околиці, й заборонили роботу. Поляки запропонували свої послуги в будівництві церкви, але за це люди всім селом мали відробити два роки на користь влади. Звичайно, на такий крок вони не погодилися. Документи на церкву зберігалися у Кондрина Миколи Дмитровича.
У 1930-х роках обговорювалось питання як, з чого і де будувати церкву. Вирішили зводити дерев'яну. Обрали комітет. Головою став Михайло Мельник (Прендз). Питання стояло лише — де будувати. Відповідного місця для церкви не було, бо господарські клаптики землі виявилися замалими для такої будови. Громада вирішила просити отця Бордуна виділити ділянку на парафіяльнім полі біля каплиці. Але священик категорично відмовився. У листопаді 1938 року голова комітету поїхав до Львова до митрополита Андрея Шептицького просити дозволу на будівництво церкви на парафіяльнім полі з поясненням, де саме може бути виділена площа. Такий дозвіл від митрополита одержав з відповідним зверненням до пароха. Після цього отець Бордун раптово помер, як тоді люди казали – «на атак серця». 1941 року зведено фундамент, 1942 року заготовлений ліс, у 1943 році почалося будівництво. Будували приїжджі майстри. Стіни викладалися з гибльованого шпона хвойного дерева. За літо стіни були зведені з південної сторони висотою до трьох метрів, з північної — понад метр. Шпон укладався так майстерно, що ніде – ні на вуглі, ні в одвірку не увіткнув би сірника. Стіну зачищали гимбалком так, щоб не видно було стики шпонів. Видавалося, що вона зроблена з однієї плахти. Довжина церкви сягала близько 30 метрів. Вхід розміщувався зі сходу. Але то був час війни. Люди порозходилися, і будувати стало нікому. У такому вигляді церква дочекалася другого приходу радянської влади. Під час проходження тут фронту, вони почали розбирати її для побудови моста через Свічу, але матеріал видався надто коротким. У 50-х роках з нього побудували клуб і приміщення читальні. Люди на таку перебудову відгукнулися дуже негативно та застерігали своїх дітей відвідувати клуб…
Лише третя спроба увінчалася успіхом. У 1995—2001 роках зведена нова церква в основному завдяки старанням головного майстра Івана Готліба та церковного касира Михайла Яцковського за пароха, декана отця Василія Гладенького. 2 грудня 2007 року відбулося відкриття і освячення храму Покрови Пресвятої Богородиці, яке здійснив архієпископ і митрополит Івано-Франківський Української греко-католицької церкви Кир Володимир (Війтишин).
Церква перебуває у користуванні парафії Покрови Пресвятої Богородиці Української Греко-католицької церкви. Парох — ієрей о. Микола Фреїшин.

## Футбольний клуб «Рубань»
У селі є футбольний клуб «ФК Рубань», який виступає у вищій лізі Долинського району. Заснований 2009 року. Свого часу виступав у лізі В Першості Долинського району з футболу, у 2010 році здобув золото (21 виграш, 0 поразок, 1 нічия), після цієї перемоги виступає у вищій лізі (лізі А) Долинського району. У 2011 році клуб посідав 8 місце. Наступного ж року, команда набрала 28 очок (що на 1 більше ніж минулого року) і посіла 7 місце. Зимою 2017 року ФК Рубань стає переможцем зимового кубку «Героїв Небесної Сотні». Також, зимою ФК Рубань (Велика Тур'я) стає бронзовим призером Чемпіонату долинського району з футзалу (сезон 2016—2017). У серпні 2017 року ФК «Рубань» стає срібним призером сільських районних ігор з міні-футболу. Влітку 2017 року ФК Рубань стає чемпіоном долинського району з футболу та буде представляти Долинський район в Кубку чемпіонів міст та районів області. Станом на 27 жовтня 2017 року ФК Рубань посіла перше місце в групі «Г» та вийшла в 1\4 фіналу Кубку чемпіонів міст та районів області.

## Відомі люди
- Любомир Крайник — доктор технічних наук, професор, голова Правління ПАТ «Укравтобусотролейбусобудування».
- Кухта Іван Петрович — український дипломат.
- Ярич Василь Якимович — український скульптор.
- Ярич Іван Якимович — український письменник-гуморист, журналіст.